# Longino Becerra
Longino Becerra Alvarado (5 de mayo de 1932. El Rosario, San Jerónimo, Copán, Honduras - 24 de marzo de 2018. Tegucigalpa, Honduras) fue un escritor, historiador marxista, maestro, y filósofo hondureño.

## Biografía
Su padre era Víctor Longino Becerra Váldez, originario de León, Guanajuato, México, y su madre Sofia Alvarado Tábora hija de un rico terrateniente Santos Alvarado Dubón, originarios de Dulce Nombre. Luego de leer Don Quijote de la Mancha y descubrir su vocación por la literatura, escribió su primer libro a los 17 años, una biografía ficticia sobre Rocinante. Se graduó como maestro de educación primaria y posteriormente estudió política, historia y filosofía en la Universidad de La Habana y en la Universidad de Praga. En Honduras se desempeñó como maestro de filosofía, historia y literatura en la Escuela Normal Pedro Nufio de Tegucigalpa, en el Instituto José Trinidad Reyes y en el Instituto Misión Evangélica de San Pedro Sula, y en el Instituto Patria de La Lima. También desempeñó el oficio de periodista en varios países de Europa y América Latina, trabajó en Radio Habana Cuba de 1962 a 1967, también trabajó de 1967 a 1971 en la revista internacional Problemas de la Paz y del Socialismo que era editada en Praga y donde también trabajaba Ramón Amaya Amador. En la Universidad Nacional Autónoma de Honduras trabajó muchos años en la Editorial Universitaria y además fundó el periódico Presencia Universitaria, activo a día de hoy. Fue miembro de la Organización Internacional de Periodistas (OIP), de la Organización de Periodistas de Cuba (OPEC) y de la Unión de Artistas y Escritores de Cuba (UNEAC).
Fundó su propia editorial, la Editorial Baktún, con la cual publicaba sus propios libros.
Longino Becerra falleció en Tegucigalpa el 24 de marzo de 2018 por causas naturales. Tras su fallecimiento, su hija la también escritora y filósofa Irma Becerra se convirtió en la directora de la Editorial Baktún.

## Obras
| Año de publicación | Obra                                                 | Género     |
| 1981               | La comunidad primitiva de Honduras                   | Ensayo     |
| 1983               | Evolución Histórica de Honduras                      | Ensayo     |
| 1983               | Copán, tierra de hombre y de dioses                  | Ensayo     |
| 1986               | El Cabuyador                                         | Infantil   |
| 1987               | Copán para niños                                     | Infantil   |
| 1987               | Cuando las tarántulas atacan                         | Ensayo     |
| 1988               | Moral para niños                                     | Educativo  |
| 1989               | Honduras, 40 pintores                                | Ensayo     |
| 1989               | La guerra de las oropéndolas                         | Ensayo     |
| 1991               | Pablo Zelaya Sierra: vida y trayectoria artística    | Biográfico |
| 1991               | Marxismo y realidad nacional hoy                     | Ensayo     |
| 1991               | Gregorio Sabillón                                    | Biográfico |
| 1992               | Morazán revolucionario                               | Ensayo     |
| 1993               | Ideas Pedagógicas de Francisco Morazán               | Ensayo     |
| 1994               | El poder político                                    | Ensayo     |
| 1996               | Ética del Maestro                                    | Educativo  |
| 1998               | Moisés Becerra: un pintor comprometido con su pueblo | Biográfico |
| 2002               | Ética para jóvenes                                   | Educativo  |

## Reconocimientos
- 1967 - Medalla de plata otorgada por la Revista Internacional de Praga.[3]
- 1989 - Hoja de Laurel de Oro otorgada por el Ministerio de Cultura y Turismo de Honduras.[3]
- 1992 - Reconocimiento por sus investigaciones sobre Francisco Morazán otorgado por la Cátedra Morazánica de la Universidad Pedagógica Nacional Francisco Morazán.[3]
- 2002 - Es nombrado miembro honorario de la Academia de Geografía e Historia en Honduras.[3]
- 2015 - Homenaje por parte del departamento de sociología de la Universidad Nacional Autónoma de Honduras.[3]
- 2017 - Homenaje por parte del Colegio de Profesores de Educación Media.[3]